# 川崎氏
川崎氏（かわさきし）は、日本の氏族。様々な系統がある。

## 渡会氏流
伊勢国渡会郡川崎郷より出る。

## 平姓秩父氏流
本姓を平氏、家系を秩父氏の傍流とする川崎氏あり。即ち、桓武天皇第三皇子 葛原親王の第一王子 高見王の子 高望王を祖とする桓武平氏で、高望王の五子 村岡五郎こと平良文の流を汲む平忠常の子 平将恒がはじめて秩父氏を起こし、秩父六郎基家の子 重家がはじめ川崎冠者を名乗るという。河崎氏の項を参照のこと。
```
系譜 秩父別当武基―十郎武綱―土佐守基家―川崎冠者重家
```

## 平姓大掾氏流
常陸国那珂郡川崎郷より出る。馬場小二郎資幹の子 川崎六郎直幹と名乗るという。常陸国の川崎氏の一家系（後述）。

## 清和源氏流 川崎氏
その実、調姓か。家伝では源氏と記す。その家系を辿ると清和天皇第六皇子 貞純親王の第一王子 経基王の子 源満仲、多田源氏興し、その四男 能高、九州にて朱雀天皇の勅を奉じて朝敵を尽く追討するという。その功により、大隅蔵人に補せられ、その4世 定善より川崎姓を名乗るという。また、筑後河崎氏は同じく助能の子である貞宗の末裔とされる。
```
系譜 大隅蔵人能高―大蔵大輔宗高―隼人佐宗眞―兵庫頭能永―大蔵大輔助能―川崎出羽守定善
```

## 藤原利仁流 川崎氏
本姓を藤原氏、藤原利仁を祖とする斎藤氏の傍流に川崎氏あり。家系の概略は以下の通り。
```
系譜 石浦五郎為輔―河崎大夫忠言―豊前介則景―武者所光景―左兵衛尉光弘
```

## 藤原姓宇都宮氏族 川崎氏
下野国鹽谷郡に本姓を藤原氏、家系を下野守護 宇都宮氏の傍流に川崎氏ありという。
また、同じく宇都宮氏族ながら、豊後国田河郡川崎邑より起こる川崎氏あり。

## 常陸国の川崎氏

### 秋田藩士 川崎氏
佐竹氏の家臣に川崎氏あり。本姓は不詳。川崎清兵衛の父の代に常陸国より佐竹氏の秋田転封に随行する者あり。仙北郡六郷二住み、後年秋田城下に移るという
```
系譜 川崎某―清兵衛―通定―佐源太
```

また、佐竹氏の家臣に藤原姓の川崎氏あり。家系は下総国関宿城主 簗田氏に仕え、故あって常陸国に移るという。
```
系譜 川崎広忠― 忠晴※―忠国―忠顕
```

### 水戸藩の尊王志士・義民たる川崎氏
また、水戸藩士及び領民のうちにも川崎氏あり。
- 川崎孫四郎 水戸藩士。水戸藩家老・安島帯刀の従者、また郡吏を務める。家系は川崎氏。川崎長貴の四男に生まれる。変名は篠崎源太郎。諱は健幹。桜田門外の変に際しては大坂にて連絡係を務めた。万延元年（1860年）3月3日、自刃を企てて重傷、翌日亡くなった。位階は贈正五位。靖国神社に合祀[4]。
- 川崎尹介 常陸国久慈郡茂宮村の郷士。諱は永教。天狗党の乱に加わり、元治元年(1864年)、那珂湊より久慈郡中染村へと転戦し、9月9日、二本松藩と戦い討ち死にする。享年43。靖国神社合祀[5]。
- 川崎金左衛門 久慈郡留村の百姓。諱は国義。慶応2年(1866年)6月16日、江戸佃島で獄死する。靖国神社合祀[6]。
- 川崎健之介 久慈郡磯部村の百姓。銕之介とも。佐次衛門の三男。天狗党に加わり、西上するも捕えられる。、慶応元年(1865年)2月16日、越前国敦賀で斬首。靖国神社合祀[7]。
- 川崎寿介 久慈郡上土木内村の里正。諱は義長。天狗党に加わり捕えられる。慶応2年(1866年)7月22日、江戸佃島で獄死する。享年53。靖国神社合祀[8]。
- 川崎善七 久慈郡上土木内村の百姓。組頭。諱は義彪。天狗党に加わり、捕えられる。慶応2年(1866年)6月7日、江戸佃島で獄死する。享年54。靖国神社合祀[9]。
- 川崎源八 久慈郡上土木内村の百姓。文久3年(1863年)、新徴組に加わり天狗勢として活動する。元治元年(1864年)、常陸府中で幕府軍に捕えられ、慶応元年(1865年)10月7日、水戸田彦原にて磔刑となる。靖国神社合祀[10]。
- 川崎兵次郎 常陸国の百姓。天狗党に加わり、元治元年(1864年)8月、下妻で討ち死にする。靖国神社合祀[11]。